# Jules-Alexandre Messinne
Jules-Alexandre Christian Messinne (Anderlecht, 28 december 1904 - na 1971) was een Belgisch volksvertegenwoordiger.

## Levensloop
Messinne (niet te verwarren met de arts en volksvertegenwoordiger Jules-Désiré Messinne) was arts van beroep. 
Bij de wetgevende verkiezingen van 26 maart 1961 werd hij verkozen tot socialistisch volksvertegenwoordiger voor het arrondissement Brussel, maar op 18 april nam hij al ontslag, en werd opgevolgd door François Sebrechts.